# Synagoga w Turku (Polska)
Synagoga w Turku – nieistniejąca synagoga, która znajdowała się w Turku przy ulicy Stefana Żeromskiego.
Synagoga została zbudowana w 1861 roku. Podczas II wojny światowej hitlerowcy zdewastowali synagogę. Po zakończeniu wojny budynek synagogi służył jako magazyn spółdzielni Społem. Na początku lat 70. budynek rozebrano, zostawiając jedynie południową ścianę. W nowo wybudowanym budynku na miejscu synagogi umieszczono kino TUR.
Murowany budynek synagogi pierwotnie był wybudowany na planie prostokąta, z węższą częścią frontową mieszczącą przedsionek, nad którym znajdował się babiniec. Okna były zamknięte półkoliście. Na południowo-zachodniej ścianie widnieje tablica upamiętniająca dawne przeznaczenie budynku.

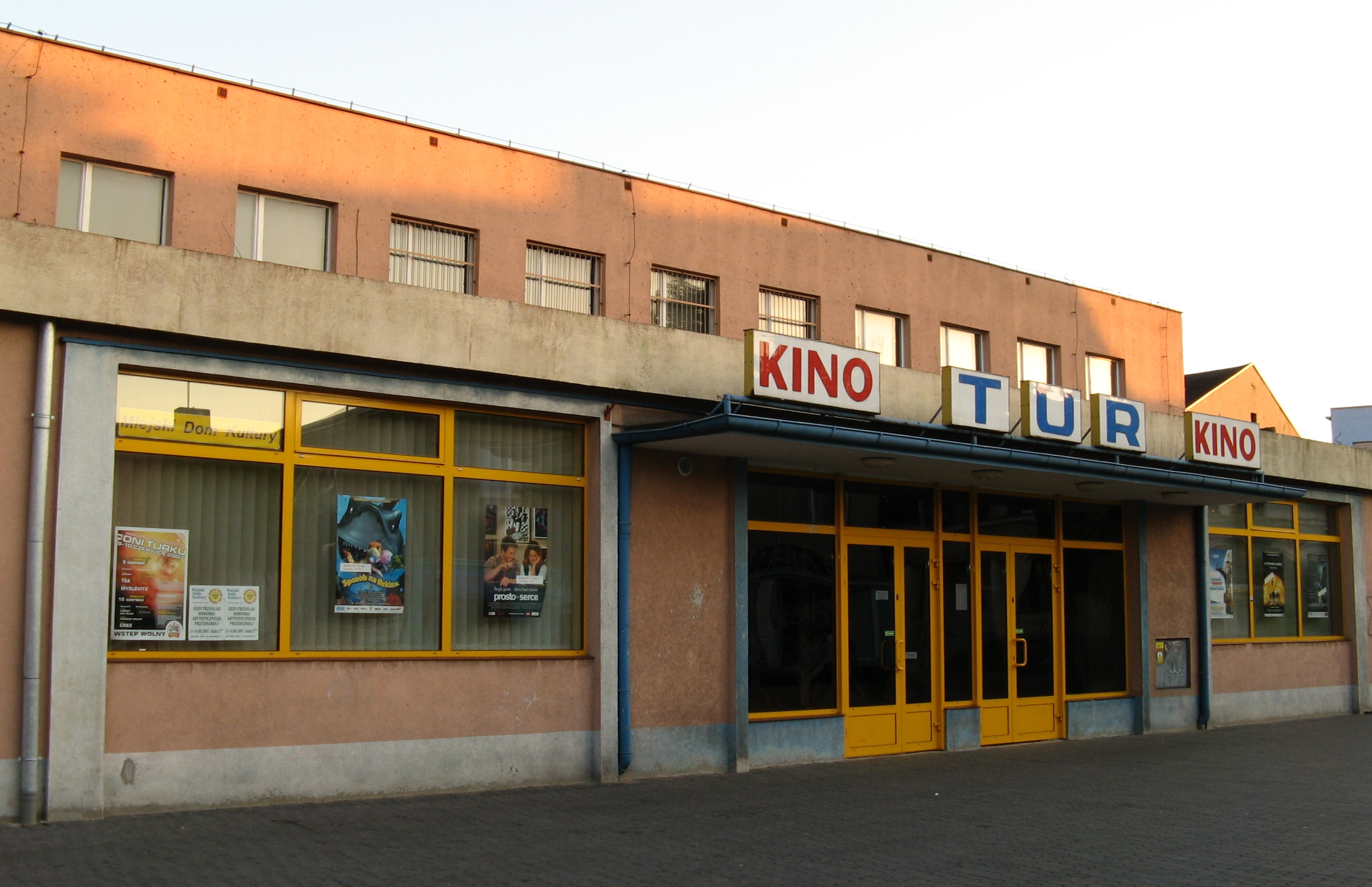
Obecny stan budynku po synagodze